# Christ Church (Barbados)
Christ Church ist eines der elf Parishes (Verwaltungseinheit) im karibischen Inselstaat Barbados. Es liegt am Südende der Insel und hat eine Fläche von 57 km². Ursprünglich war es eines der sechs Parishes, welche 1629 von Gouverneur Sir William Tufton festgelegt wurden.

## Geographie
Das Parish besteht aus einer Ebene, die nur etwa 20 bis 40 m über der Küste erhoben ist. Viele Strände zieren die Küste (Rockley Beach, Dover Beach, Maxwell Beach, Miami Beach, Barbados, Silver Sands Beach, Silver Rock Beach und Long Bay) und Grantley Adams International Airport (bei Seawell), sowie der letzte verbleibende Mangrovensumpf, das Graeme Hall Nature Sanctuary, gehören zum Gebiet. Unter der historischen Verwaltung von Barbados (Vestry) befand sich die Haupt-Pfarrkirche, Christ Church Parish Church ursprünglich in der Nähe von Dover. Nachdem die Kirche mitsamt dem Kirchhof 1669 durch eine Flut zerstört worden waren, wurde die Pfarrkirche nach Oistins verlegt, wodurch dort der Hauptort des Parish entstand. Das South Point Lighthouse liegt am namengebenden South Point zwischen Atlantic Shores und Green Garden.
Ein bekanntes Gebiet von Christ Church ist Saint Lawrence Gap, das belebteste Touristengebiet der Insel.
Nach Norden grenzen die Parishes Saint George (N), Saint Michael (W) und Saint Philip (O) an.

### Verkehr
Die wichtigsten Straßen in Christ Church kommen aus dem Parish St. Michael: ABC Highway, H5, H6 und H7.
In Oistins befand sich früher eine Submarine- und Coast Guard Station (Station für Uboote und die Küstenwache). Es gibt auch einen Bootsanleger für Fischer und ein Ankerplatz ermöglicht das Anliefern von Treibstoff.

### Ortschaften
Im Parish liegen die folgenden Orte und Siedlungen:
| - Aberdare - Accra Beach, Rockley - Amity Lodge - Atlantic Shores - Balls - Balls Plantation - Bannatyne - Bannatyne Gardens - Bannatyne Main Road - Bannatyne Road - Bartletts - Bartletts Tenantry Road - Below Rock - Blue Waters, Rockley - Bright Hall - Callenders - Callenders Court - Callenders Crescent - Cane Vale - Carib Beach, Worthing - Carters Gap - Cave Hill - Charnocks - Chancery Lane - Church Hill - Clapham - Cotton House Bay - Coverley - Coverley Square, The Villages At Coverley - Dayrells Road - Dolphin Park - Dover - Dover Beach - Dover Road - Dover Terrace - Durants - Durants Heights - Durants Road - Durants Tenantry - Durants Terrace - Durants Village - Ealing Grove - Ealing Park - Edey Village - Edgerton - Elizabeth Park - Enterprise - Enterprise Coast Road - Enterprise Crescent - Enterprise Gardens - Enterprise Heights - Enterprise Main Road - Enterprise Road - Enterprise 'A' Road - Enterprise 'B' Road - Enterprise Terrace - Fairview, Saint Patricks - Fairy Valley - Fairy Valley Rock - Frere Pilgrim | - Gall Hill - Gibbons - Gibbons Boggs - Goodland - Goodland Road - Graeme Hall - Graeme Hall Heights - Graeme Hall Tenantry - Graeme Hall Terrace - Green Garden - Hannays - Hannays Valley - Harts Gap - Hastings - Hastings Beach - Hastings Main Road - Hastings Road - Hastings Rocks - Hopewell - Inch Marlowe - Inch Marlowe Point - Keizer Hill - Kendal Point - Kendall Hill - Kent - Kingsland - Kingsland Crescent - Kingsland Gardens - Kingsland Heights - Kingsland Main Road - Kingsland Road - Kingsland Terrace - Leadvale - Little Bay - Lodge Road - Lodge 'A' Road - Lodge 'B' Road - Long Beach, Chancery Lane - Lowlands - Lowthers - Lowthers Hill, Saint Patricks - Marine Gardens - Maxwell - Maxwell Beach - Maxwell Coast Road - Maxwell Heights - Maxwell Hill Road - Maxwell Main Road - Maxwell Terrace - Miami Beach, Oistins - Montrose - Mount Pegwell - Navy Gardens - Newton - Newton Heights - Newton Industrial Park - Newton Park - Newton Terrace - Oistins - Oistins Hill - Packers - Packers Valley, Saint Patricks - Paragon - Parish Land - Pegwell - Pegwell Boggs - Pilgrim - Pilgrim Place - Pilgrim Road - Providence | - Regency Park - Rendezvous - Rendezvous Crescent - Rendezvous Gardens - Rendezvous Heights - Rendezvous Hill - Rendezvous Road - Rendezvous Terrace - Rising Sun, Searles - Rockley - Rockley Main Road - Rockley New Road - Rollins Road, Silver Sands - Round Rock - Saint Christopher - Saint Davids - Saint Davids Village - Saint Lawrence - Saint Lawrence Gap - Saint Lawrence Main Road - Saint Matthias - Sandy Beach, Worthing - Sargeant’s Village - Sayers Court - Scarborough - Searles - Searles Factory, Searles - Searles Tenantry - Seaview - Seawell - Sheraton - Sheraton Heights - Sheraton Park - Silver Hill - Silver Sands - Silver Sands Beach - Sion Hill - Skeenes Hill - Small Ridge - South Point - South Ridge - Spencers - Staple Grove - Surfer’s Point - The Ridge - Thornbury Hill - Top Rock - Vauxhall - Vauxhall Crescent - Vauxhall Gardens - Vauxhall Heights - Vauxhall Tenantry - Vauxhall Terrace - Walls - Walls Tenantry - Walronds - Walronds Village - Warners - Warners Heights - Warners Terrace - Water Street - Welches - Wilcox - Wilcox Hill - Woman's Bay - Worthing - Worthing Main Road - Worthing View - Wotton - Wotton Heights - Yorkshire |

## Verwaltung
Das Barbados Civil Aviation Department hat seinen Sitz am Grantley Adams International Airport. Der District A & C Court hat einen Sitz in Saint Matthias und der District B Court in Oistins. Die Royal Barbados Police Force hatte Posten in Hastings und Worthings.

### Politik
Christ Church wird in fünf geographische Wahlkreise (constituencies) für das House of Assembly eingeteilt:
- Christ Church-East (Fairy Valley, Providence)
- Christ Church-East Central (Kingsland)
- Christ Church-South (St. Lawrence, Oistins)
- Christ Church-West (Rendezvous Hill)
- Christ Church-West Central (Sargeant’s Village)

## Wirtschaft
Die Billigfluggesellschaft REDjet hatte ihren Sitz am Grantley Adams International Airport.

## Persönlichkeiten
- Maureen Bruce, Sportaktivistin
- Roston Chase (* 1992), West Indian Cricketspieler
- Shirley Chisholm (1924–2005), die erste farbige Frau, welche in das United States House of Representatives gewählt wurde, lebte als Kind mit ihrer Großmutter lange Zeit in Christ Church
- Sylvester Clarke, West Indian Cricketspieler
- Doug E. Fresh (* 1966), Beatboxer und Rapper (bl. 1980s & '90s)
- Joel Garner, West Indian Cricketspieler
- Jefferson Jones, Cricketspiele für Berkshire County Cricket Club
- Chris Jordan (* 1988), englischer Cricket-Nationalspieler
- Jaicko Lawrence (* 1991), Singer/Songwriter
- Ashley Nurse, West Indian Cricketspieler
- Marita Payne-Wiggins (* 1960), Olympiateilnehmerin für Kanada